# لو كوريي دالجيري (صحيفة)
لو كوريي دالجيري (بالفرنسية: Le Courrier d'Algérie)‏ وتعني ساعي الجزائر هي يومية جزائرية تصدر باللغة الفرنسية.

## وصلات خارجية
- الموقع الرسمي لجريدة لو كوريي دالجيري